# 평 (집금오)
평(平, ? ~ ?)은 전한 후기의 관료이다. '평'은 이름자로, 성씨는 알려져 있지 않다.

## 생애
감로 4년(기원전 50), 집금오에 임명되었다.

## 출전
- 반고, 《한서》 권19하 백관공경표(百官公卿表) 下

| 전임 전청천 | 전한의 집금오 기원전 50년 ~ 기원전 48년? | 후임 풍봉세 |